# Unserer Lieben Frau (Oberrammingen)

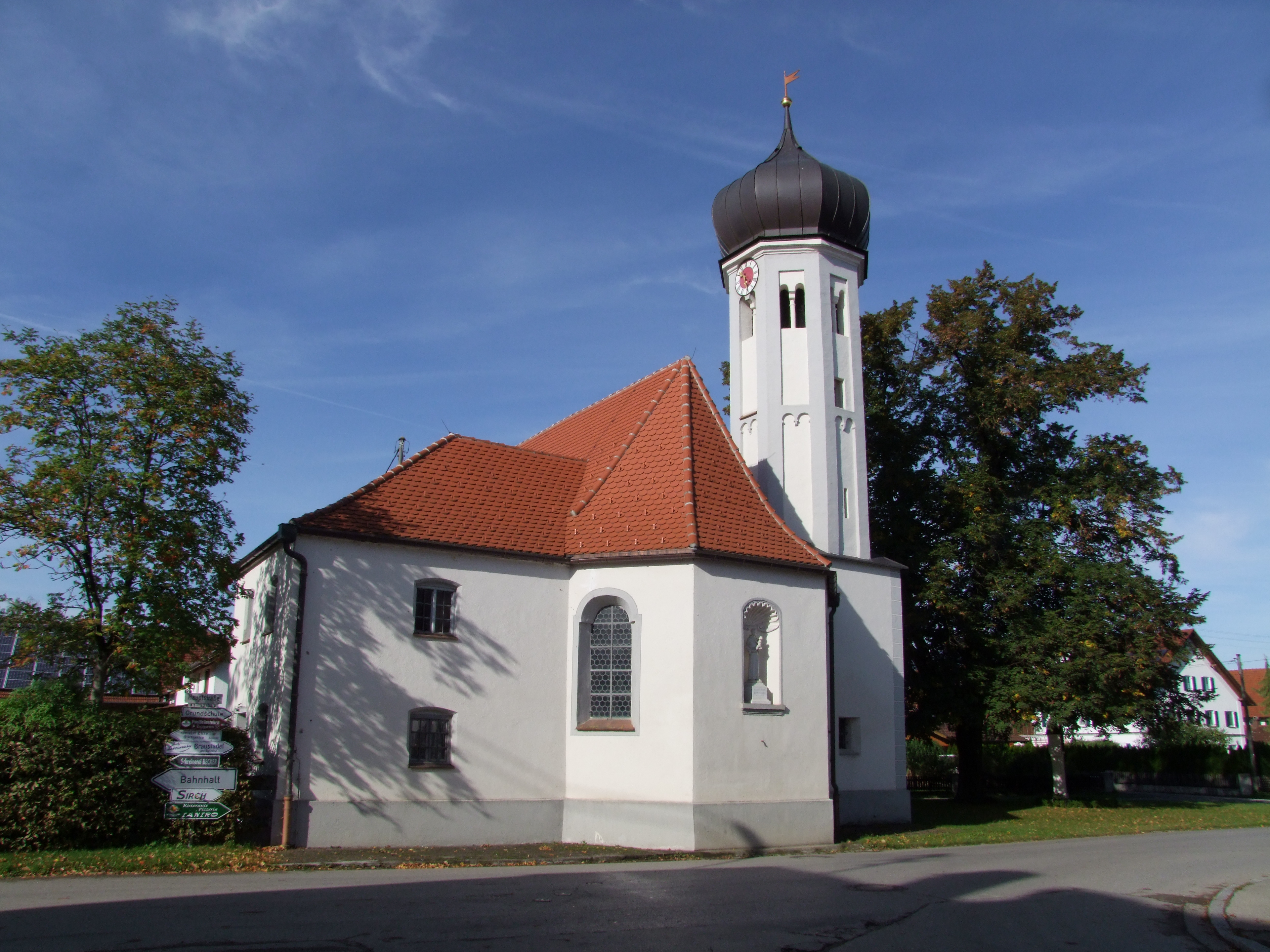
Unserer Lieben Frau von Osten

Unserer Lieben Frau ist eine römisch-katholische Filialkirche im oberschwäbischen Rammingen-Oberrammingen im Landkreis Unterallgäu in Bayern. Sie steht unter Denkmalschutz.

## Lage
Die geostete Kirche steht mitten im Ort Oberrammingen an der Hauptstraße. Sie ist umgeben vom Kapellenplatz.

## Geschichte
Die heutige Kirche geht auf einen Kapellenbau aus dem 15. Jahrhundert zurück. Der Turm wurde um 1600 errichtet, ebenso wie die Umfassungsmauer des Ostteils der Kapelle. Im Jahre 1700 war der Türkheimer Schreiner Johann Bergmüller tätig. Die ersten Fresken stammten vom Türkheimer Maler Johann Andreas Bergmüller. Einen völligen Umbau und eine Erweiterung nach Westen erfuhr der Bau im Jahre 1766. Es dürfte sich dabei um dieselben Handwerker gehandelt haben, die zur selben Zeit an der Erbauung der Pfarrkirche St. Magnus in Unterrammingen tätig waren, darunter der Maurermeister Joseph Stiller aus Ettringen und Stuckateur Andreas Henkel aus Mindelheim. Die Fresken malte Johann Baptist Enderle. Nach der Säkularisation war die Kirche zunächst zum Abbruch vorgesehen. Die politische Gemeinde erwarb sie 1807 und veranlasste 1811 wieder den gottesdienstlichen Gebrauch. Restaurierungen fanden in den 1880er Jahren und 1955 statt.

## Baubeschreibung

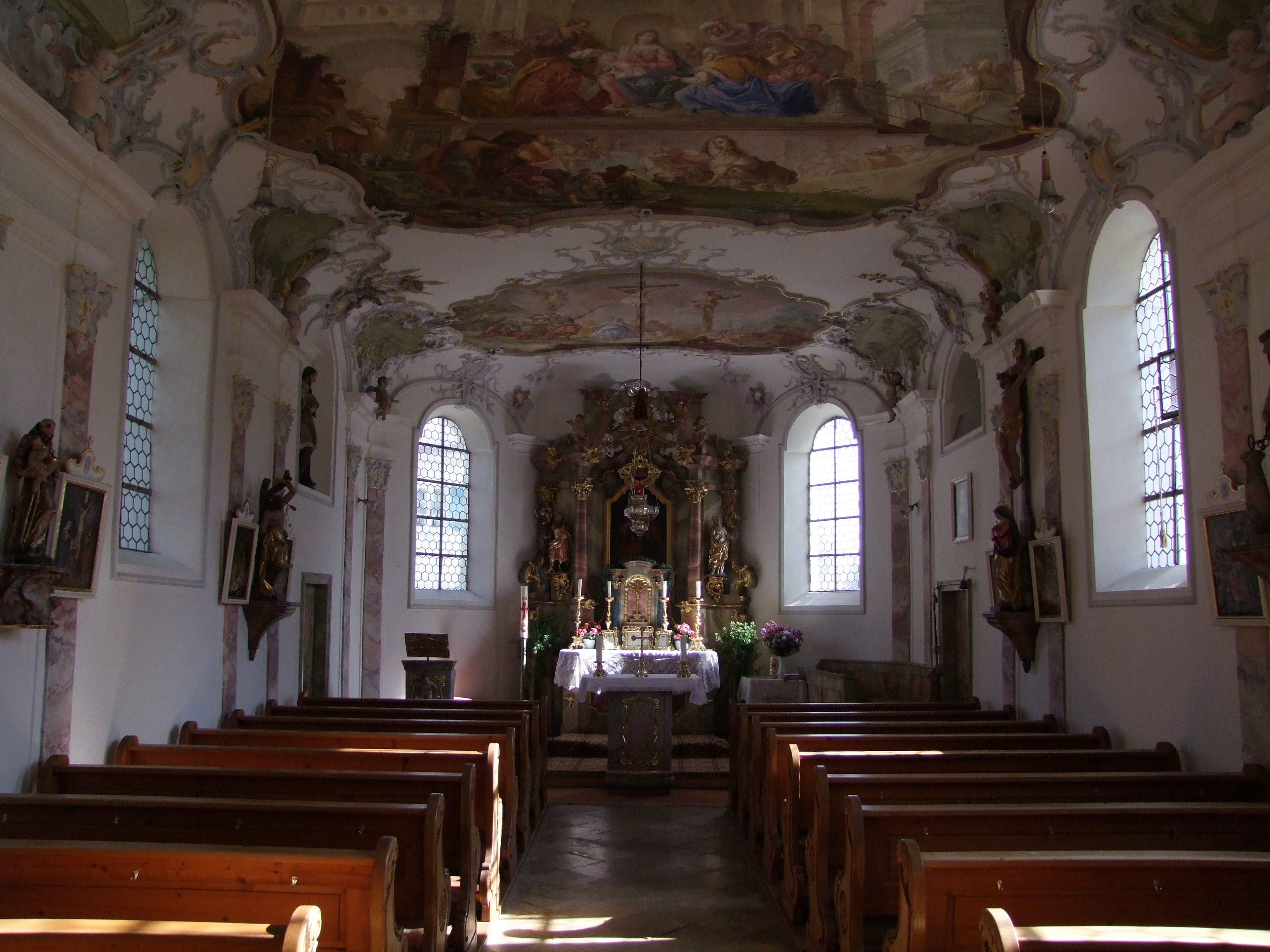
Das Innere

Die Kirche besteht aus einem langen Raum zu vier Achsen mit einem dreiseitigen Schluss. Sie ist flach gedeckt und besitzt eine Hohlkehle mit abgemuldeter Decke. Die Wandgliederung wird durch Paare von rötlich marmorierten korinthischen Pilastern erreicht. Die Paare stehen ziemlich weit auseinander und sind in der Voute durch in Stuckprofilen angedeutete flache Schildbogen über den eingezogenen rundbogigen Fenstern verbunden. An den Seiten der Chorscheitelachse ist nur je ein Pilaster-Oberteil angebracht. In der östlichen Achse befinden sich beiderseits marmorierte Rechtecktüren, wovon die nördliche zum Turm, die südliche zur Sakristei mit dem darüber liegenden Oratorium führt. Über der Sakristeitüre befindet sich eine rundbogige Oratoriumsöffnung. Der Scheitel des Chores besitzt kein Fenster. Im Westen des Langhauses befindet sich eine Empore und eine ins Vorzeichen führende Stichbogentür.
Das Dach ist im Westen abgewalmt, das dortige Vorzeichen aus dem Jahre 1766 ist querrechteckig und besitzt Korbbogenarkaden im Westen und Süden und ein profiliertes Gesims mit halben Walmdach. Die zweigeschossige, mit einem Walmdach versehene Sakristei im Süden wurde in der zweiten Hälfte des 19. Jahrhunderts angebaut. Im Chorscheitel befindet sich außen eine Nische mit einer Figur.
Der Turm nördlich der östlichen Achse besitzt ein zweigeschossiges, quadratisches Unterteil und ein zweigeschossiges Oktogon als Oberteil.   Ecklisenen im Oberteil geschmückt schließen schmale Felder ein. Die Felder des Untergeschosses enden in je zwei Halbkreisbogen auf Konsolen. Das Obergeschoss besitzt Paare rundbogiger Öffnungen mit einer runden Mittelstütze, ein profiliertes Kranzgesims und eine blechdeckte Zwiebelhaube mit einer Wetterfahne.

## Ausstattung
Die Kirche ist reich ausgestattet. Das schlichte marmorierte und mit Schweifwangen versehene Chorgestühl mit Felderung wurde wohl um 1766 geschaffen. Die 14 Kreuzwegstationen in Öl-Leinwandmalerei aus der zweiten Hälfte des 19. Jahrhunderts haben geschnitzte Rahmen. Ein um das Jahr 1800 gefertigtes Gemälde des Hochwürdigen Gutes, eines Reliquiars mit Hostie, befindet sich im Oratorium. Die um 1766 geschaffene Kanzel wurde entfernt und ist seit 1967 im Pfarrhaus Unterrammingen untergebracht. Sie besteht aus einer halbzylindrischen Brüstung mit Pilastern und geschweiften Feldern.

### Stuck
Der Stuck der Kirche aus dem Jahre 1766 von Andreas Henkel aus Mindelheim ist grau und golden auf weißem Grund. Das Hauptmotiv sind Rocaillen und Palmzweige. Die drei Deckengemälde haben geschwungene, von Rocaillen umgebene Profilrahmen. In der Voute über den Pilasterscheiteln befinden sich Kartuschen mit Tonmalerei und im Schildbogen des Scheitels weitere Rocaillen. Auf dem Gebälk sind Putten und an den Seiten des Hochaltars Engelsköpfe angebracht. Über der Nische oberhalb der Tür zum Turm befindet sich eine Taube als Symbol des Heiligen Geistes vor einem Strahlenkranz mit einem Engelskopf. Die korinthisierenden Kapitelle sind mit Rocaillen geschmückt. Eine Kartusche zwischen den beiden östlichen Deckenbildern enthält das Chronostichon DILeCta Mea / Vt aVrora / ConsVrgens mit der Jahreszahl 1766.

### Fresken

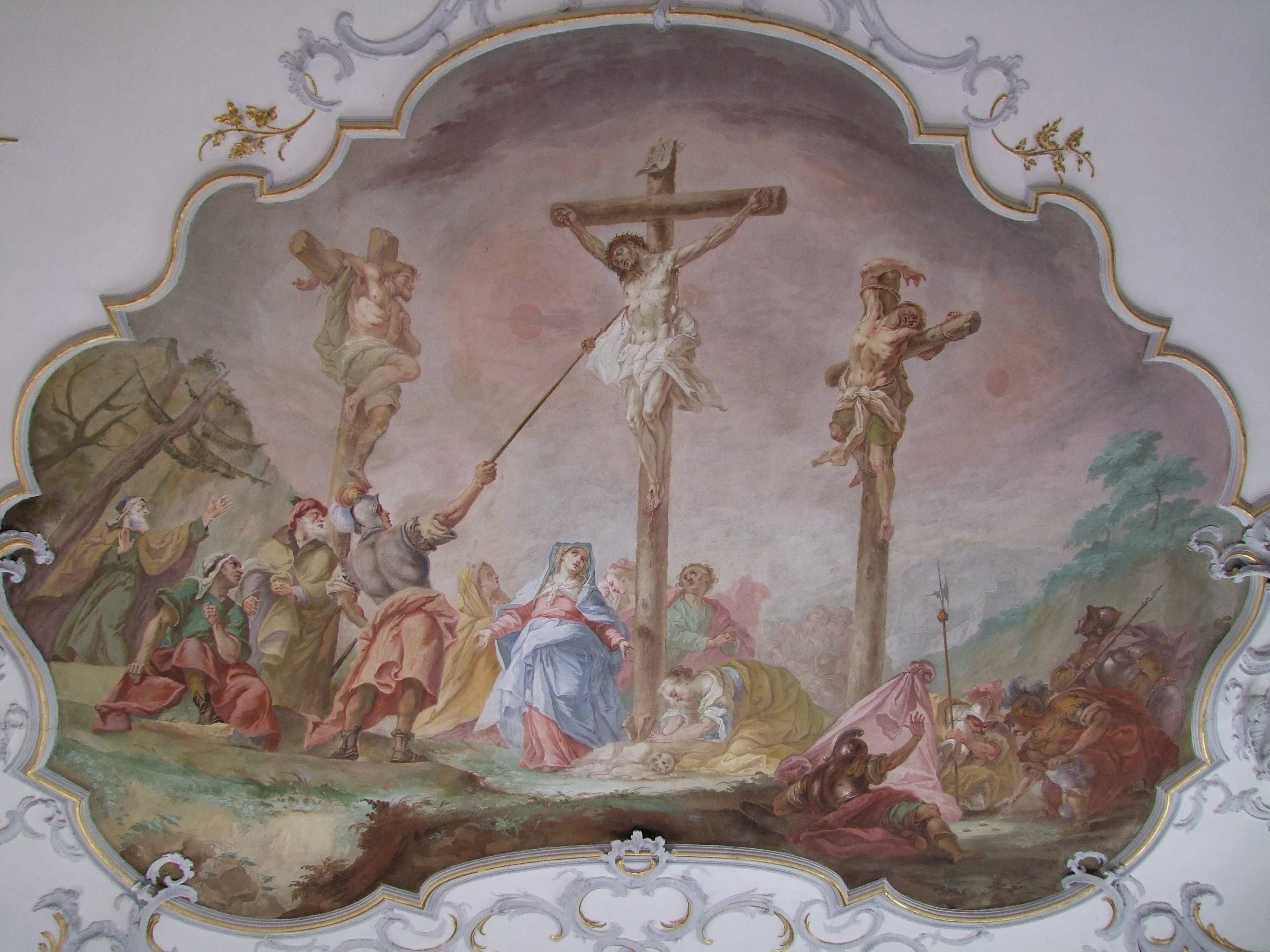
Chorfresko – Kreuzigung Christi

Die Fresken der Kirche stammen von dem Maler Johann Baptist Enderle aus Donauwörth.  Ein Fresko an der Decke über dem Chor stellt die Kreuzigung Christi dar. Das Hauptfresko des Langhauses zeigt die Anbetung der Könige, ein weiteres über der Empore den Tempelgang Mariä mit der Signatur Joh. Enderle pinxit. Marianische Symbole in der Voute sind in olivgrüner Tonmalerei ausgeführt.
Das südliche Fresko im Osten trägt die Inschrift Pulchra ut luna. cant. 6.9 und zeigt eine mondbeschienene Landschaft. Ein weiteres ist mit Lilium inter Spinas. cant. 22 beschriftet und zeigt eine Lilie unter Dornen. Die Inschrift des nächsten lautet Portans ramum olivae gen. 8.11 und zeigt eine Arche mit einer Taube und einem Ölzweig. Das letzte auf der Südseite hat einen Lebensbaum zum Inhalt und trägt die Inschrift Lignum vitae. gen. 2.9. Die nördlichen Fresken zeigen ein Schiff in Seenot mit einer Muttergottes und einem Stern und die Inschrift Stella maris, eine aus Dornen wachsende Rose mit der Inschrift Ex spinis sine spina, einen Bogen mit Tierkreiszeichen mit der Inschrift Pertransiit benefaciendo. Act. 10 und einen an einen Altarstein gelehnten Anker mit der Inschrift In me omnis spes vitae. Ecl. 24.
Drei Fresken an der Emporenbrüstung zeigen Mariä Heimsuchung, Anbetung der Hirten und eine Darstellung der Flucht nach Ägypten.

### Altar

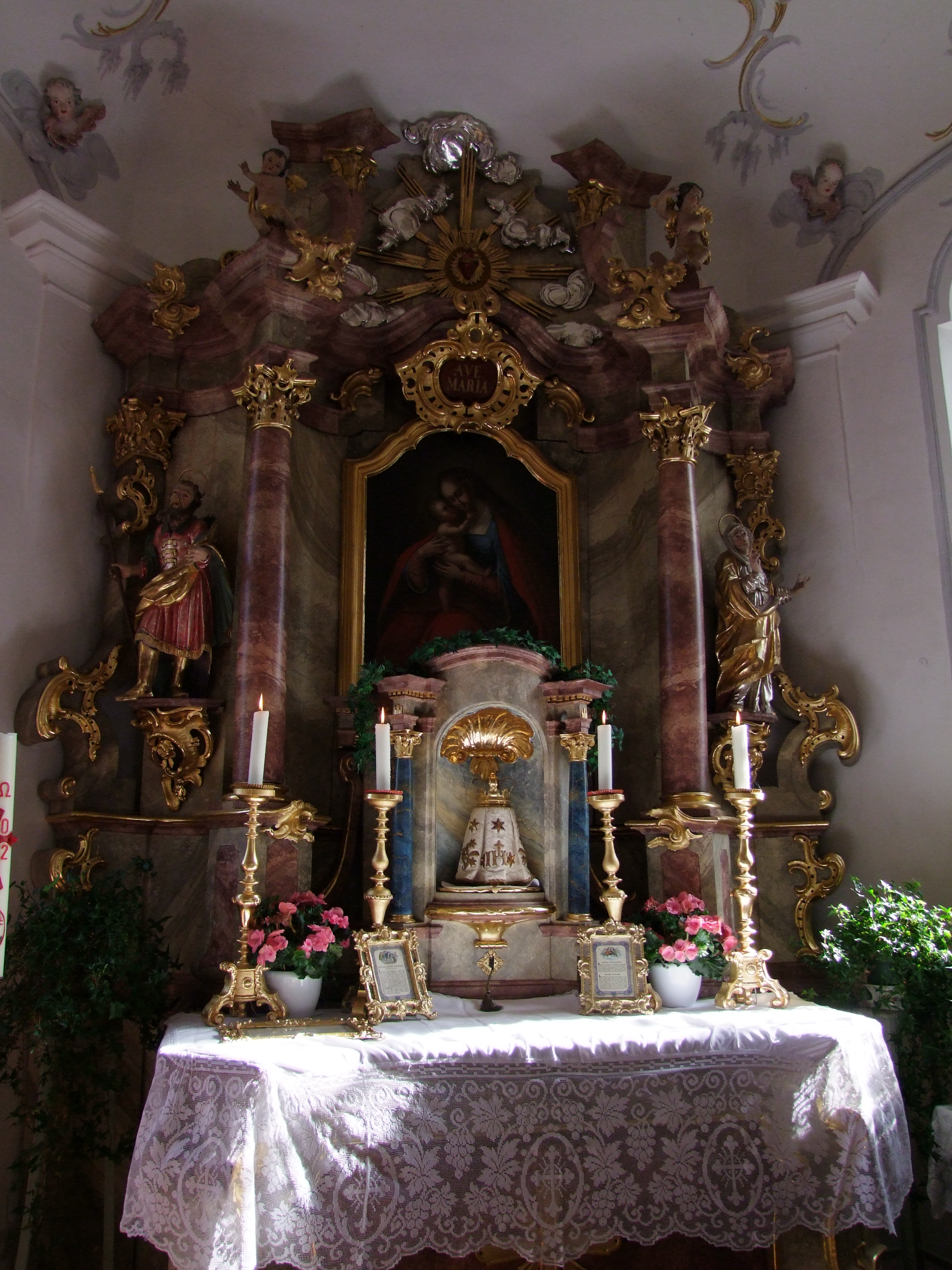
Der Hochaltar mit dem Allerheiligsten

Der rot und grau marmorierte hölzerne Altar mit vergoldetem Rocailledekor stammt aus der Zeit um 1766. Der Stipes ist leicht konkav und hat abgeschrägte Ecken, die oben volutenartig ausgebaucht sind. Der klassizistische, um 1811 geschaffene Tabernakel ist zylindrisch mit korinthischen Säulen an den vorderen und Voluten an den rückwärtigen Ecken. Der Abschluss ist flachbogig. Ein kleines Kruzifix vor der Muschelnische kann über einen Drehmechanismus nach innen gedreht werden. In der zweiten Nische befindet sich der Kelch mit den Hostien.
Der Altaraufbau ist konkav und besitzt ein geschweiftes Altarbild. mit der Szene Mariahilf. Säulen beiderseits des Bildes haben außen schmale konkave Achsen mit vorgehefteten Figuren der Eltern Marias, links des heiligen Joachim, rechts der heiligen Anna. Sie sind von geschweiften Pilastern begrenzt. Die Gebälkzone ist reich verkröpft. Auf den Voluten des Auszuges sitzen Putten. In der Mitte ist ein Herz Jesu in einem Strahlenkranz zu sehen. Die Kanontafelrahmen mit Rocailleschnitzerei und eingelassenen Spiegelscherben wurden um 1770 geschaffen.

### Holzfiguren
In der Kirche befinden sich mehrere gefasste Holzfiguren. An der Südwand ist ein Kruzifix aus der Mitte des 18. Jahrhunderts angebracht. Darunter steht eine neubarocke schmerzhafte Muttergottes. Unterhalb der Empore steht ein Mönch aus der Mitte des 18. Jahrhunderts mit einem Kreuz auf einer prächtigen Rocaillekonsole. Es könnte sich dabei um den heiligen Magnus, den Patron der Pfarrkirche im benachbarten Unterrammingen handeln. Der heilige Josef auf einer Rocaillekartusche stammt aus dem ersten Viertel des 18. Jahrhunderts. Ein Jesus mit der Geißelsäule auf einer Rocaillekartusche an der Nordwand stammt aus dem Anfang des 16. Jahrhunderts. Der heilige Antonius von Padua aus der Mitte des 18. Jahrhunderts steht ebenfalls auf einer Rocaillekonsole. Das Vortragekruzifix wurde in der zweiten Hälfte des 18. Jahrhunderts angefertigt. Die Pietà wurde wohl um 1500 geschaffen und im 18. Jahrhundert verändert. Der heilige Sebastian ist neubarock, die Muttergottes eine Kopie nach einem gotischen Vorbild. Der heilige Johann Nepomuk stammt aus dem zweiten Viertel des 18. Jahrhunderts. In der Sakristei befinden sich ein kleines Kruzifix und ein Auferstehungsheiland aus der zweiten Hälfte des 18. Jahrhunderts, im Oratorium ein wohl aus dem 19. Jahrhundert stammendes Arma-Christi-Kreuz.

### Votivbilder

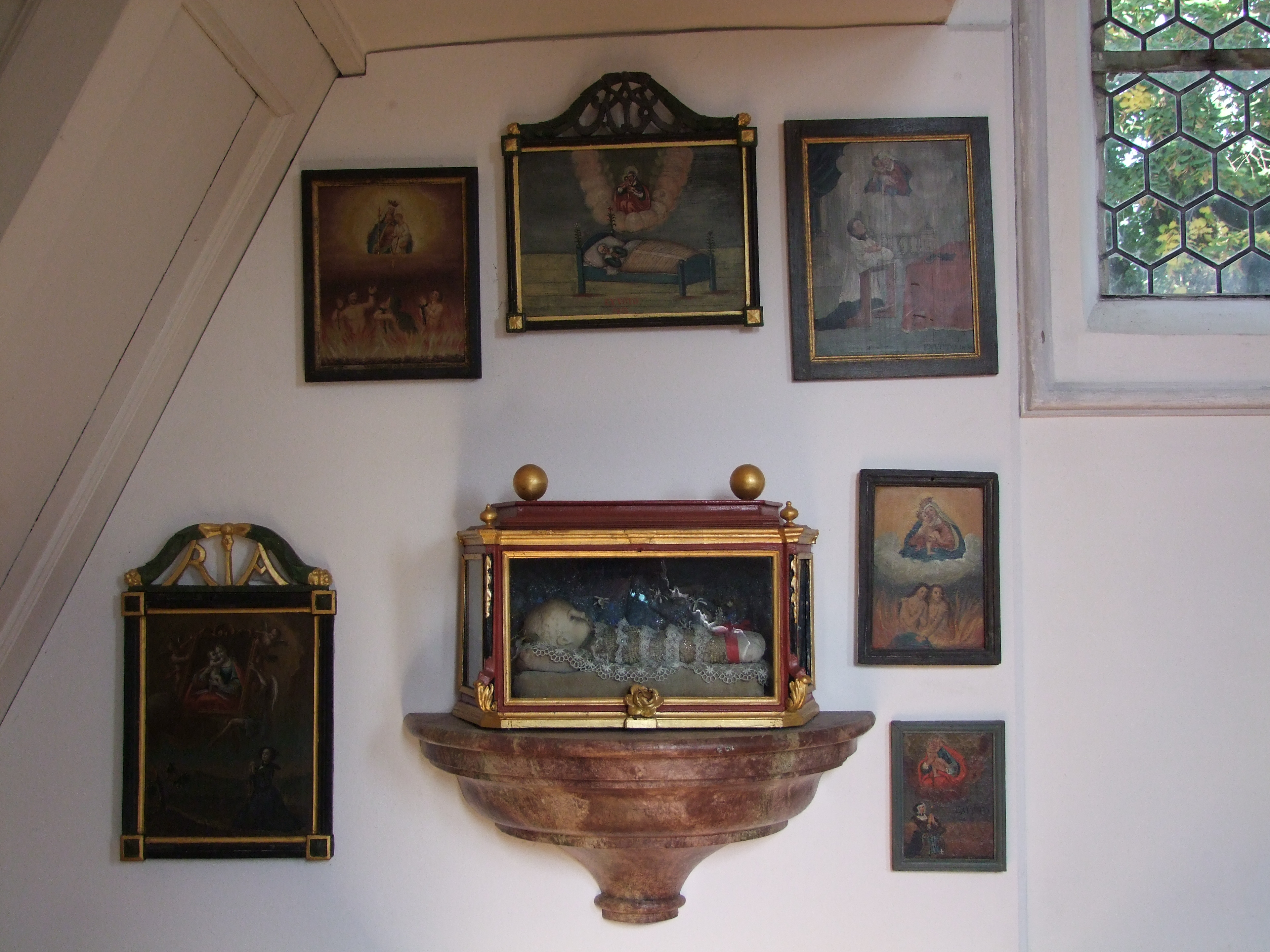
Votivbildernische

Eines der Votivbilder unter dem Emporenaufgang in einem klassizistischen Rahmen zeigt eine kniende Frau unter einem Mariahilfbild und wurde um 1800 auf Holz gemalt. Ein weiteres auf Holz gemaltes und mit EX VOTO 1812 bezeichnetes Bild in einem klassizistischen Rahmen zeigt eine Frau im Krankenbett unter einem Mariahilfbild. Ein um 1800 auf Holz gemaltes Bild zeigt arme Seelen im Fegefeuer und darüber die Szene Mariahilf. Ein anderes Bild mit einer knienden Frau unter der Mariahilf-Szene ist auf Leinwand gemalt und mit EX VOTO 1810 bezeichnet. Ein weiteres auf Holz gemaltes Bild zeigt einen jungen Geistlichen unter der Mariahilf-Szene und die Inschrift EX VOTO 1838.